# Hippopsis renodis
Hippopsis renodis es una especie de escarabajo longicornio del género Hippopsis, tribu Agapanthiini, subfamilia Lamiinae. Fue descrita científicamente por Galileo y Martins en 1988.

## Descripción
Mide 10-10,2 milímetros de longitud.

## Distribución
Se distribuye por Brasil.